# راک‌دیل (ویرجینیای غربی)
راک‌دیل (به انگلیسی: Rockdale) یک منطقهٔ مسکونی در ایالات متحده آمریکا است که در شهرستان بروک، ویرجینیای غربی واقع شده‌است.